# Элвитегравир
Элвитегравир (EVG) — ингибитор интегразы, используемый для лечения ВИЧ-инфекции. Был разработан фармацевтической компанией Gilead Sciences, которая в марте 2008 года лицензировала EVG у Japan Tobacco. 27 августа 2012 года препарат был одобрен Управлением по санитарному надзору за качеством пищевых продуктов и медикаментов США (FDA) для использования у взрослых пациентов, впервые начинающих лечение от ВИЧ в составе комбинации с фиксированной дозой, известной как Stribild. 24 сентября 2014 года FDA одобрило элвитегравир в виде одной таблетки под торговым названием Vitekta. 5 ноября 2015 года FDA одобрило препарат для использования у пациентов, инфицированных ВИЧ-1, как часть второй комбинированной таблетки с фиксированной дозой, известной как Genvoya.
Согласно результатам клинического исследования фазы II, пациенты, принимавшие элвитегравир один раз в день, усиленные ритонавиром, имели большее снижение вирусной нагрузки через 24 недели по сравнению с людьми, рандомизированными для получения ингибитора протеазы, усиленного ритонавиром.

## Медицинское использование
В Соединенных Штатах элвитегравир может быть получен либо в составе комбинированных таблеток Stribild или Genvoya, либо в виде одной таблетки Vitekta.
Vitekta одобрен Управлением по санитарному надзору за качеством пищевых продуктов и медикаментов США (FDA) для использования для лечения ВИЧ-1 инфекции у взрослых, которые ранее получали антиретровирусную терапию. Он должен использоваться в сочетании с ингибитором протеазы, который вводится одновременно с ритонавиром, а также с дополнительными антиретровирусными препаратами.

## Побочные эффекты
Наиболее частыми побочными эффектами приема элвитегравира являются диарея (у 7 % пациентов) и тошнота (у 4 %). Другие побочные эффекты, которые наблюдались у более чем 1 % людей — это головная боль, усталость, сыпь и рвота.

## Взаимодействия и противопоказания
Элвитегравир метаболизируется через печеночный фермент CYP3A. Вещества, индуцирующие этот фермент, могут снижать концентрацию элвитегравира в организме, потенциально вызывая развитие резистентных штаммов вирусов. Следовательно, одновременное применение сильных индукторов CYP3A противопоказано; примерами являются рифампицин, противосудорожные препараты карбамазепин, фенобарбитал и фенитоин, а также зверобой.
Глюкуронизации элвитегравира способствуют ферменты UGT1A1 и UGT1A3, что приводит к повышению уровня в плазме крови при приеме вместе с сильными ингибиторами UGT1A, такими как ритонавир и другие ингибиторы протеазы ВИЧ. (Но ритонавир также увеличивает уровень элвитегравира, ингибируя CYP3A).
Кроме того, элвитегравир является индуктором CYP1A2, CYP2C19, CYP2C9, CYP3A и ряда УДФ-ГТ от слабого до среднего; однако клиническая значимость этих результатов неясна.

## Фармакология

### Механизм действия
Элвитегравир подавляет фермент интегразу ВИЧ-1 и ВИЧ-2 в меньшей степени. Вирусу нужен этот фермент, чтобы интегрировать свой генетический код в ДНК хозяина.

### Фармакокинетика
Препарат принимают внутрь. При приеме вместе с ритонавиром и едой максимальная концентрация в плазме крови достигается через четыре часа. Биодоступность лучше при приеме жирной пищи. В кровотоке 98—99 % вещества связывается с белками плазмы. Он метаболизируется в основном за счет окисления CYP3A и, во-вторых, за счет глюкуронизации UGT1A1 и UGT1A3. Около 95 % выводится с калом, а остальные — с мочой. Период полувыведения из плазмы при сочетании с ритонавиром составляет от 8,7 до 13,7 часов.